# Idomeneo
Idomeneo, re di Creta ossia Ilia e Idamante, K. 366, és una òpera en tres actes de Wolfgang Amadeus Mozart, amb llibret de l'abat Giambattista Varesco, basat en el drama homònim (1712) d'Antoine Danchet per a André Campra, que es basava al seu torn en l'obra teatral homònima (1705) de Prosper Jolyot de Crébillon. S'estrenà al Residenztheater de Múnic el 29 de gener de 1781. Una versió revisada per Mozart es va estrenar en el Palau d'Auesperg de Viena el 10 de març de 1786.
Mozart tenia vint-i-cinc anys quan la va compondre. És la seva tercera òpera seriosa, després de Lucio Silla i El rei pastor. És una òpera llarga. Segueix l'estil d'òpera seriosa italiana, amb la seva alternança tradicional d'àries i recitatius, però trenca amb els límits interns i externs de l'òpera seriosa formal metastasiana, amb gest violent i imperatiu.
Es nota la influència francesa a l'hora de proporcionar profunditat dramàtica i veracitat escènica. L'orquestració és, també, més rica que en obres precedents. Hi ha elements d'experimentació, com la continuïtat entre escenes, sense un tall marcat entre aquestes, la inserció de danses i peces orquestrals, així com els destacats cors, que assumeixen un rol actiu en la trama. Els personatges no són de cartó pedra, sinó que cobren vida, en particular Ilia, Idomeneu i Electra.
Es considera la millor òpera seriosa de Mozart i la primera de les seves grans òperes.
Es conserven autògrafs de l'òpera: dels actes I i II, a la Biblioteca Jagiellońska de Cracòvia; de l'acte III, a la Staatsbibliothek Stiftung Preußischer Kulturbesitz de Berlín.

## Instrumentació
La partitura està escrita per a les veus solistes, un cor mixt (SATB) i una orquestra formada per:
- Vent fusta: 1 flautí, 2 flautes, 2 oboès, 2 clarinets, 2 fagots.
- Vent metall: 4 trompes, 2 trompetes.
- Teclat: baix continu (clavecí).
- Percussió: timbales.
- Corda: una secció de corda amb violins I i II, violes, violoncels i contrabaixos.
- Fora d'escena: 2 trompes [de l'orquestra del fossat], 3 trombons (acompanyen Neptú a l'acte III).

Per als recitatius secs, clavecí i violoncel.